# Кастелвекио (Фиренца)
Кастелвекио је насеље у Италији у округу Фиренца, региону Тоскана.
Према процени из 2011. у насељу је живело 13 становника. Насеље се налази на надморској висини од 555 м.